# Vera Zvonariova
Vera Igorevna Zvonariova (în rusă Ве́ра И́горевна Звонарёва; n. 7 septembrie 1984, Moscova, RSFS Rusă, URSS) este o jucătoare profesionistă de tenis din Rusia. A început să joace tenis la vârsta de șase ani, iar debutul în tenisul profesionist a fost în anul 2000. 

## Statistici carieră

### Finale deGrand Slam

#### Simplu: 2 (0–2)
| Rezultat | An   | Turneu    | Suprafață | Adversar        | Scor     |
| -------- | ---- | --------- | --------- | --------------- | -------- |
| Finalist | 2010 | Wimbledon | Iarbă     | Serena Williams | 3–6, 2–6 |
| Finalist | 2010 | US Open   | Dură      | Kim Clijsters   | 2–6, 1–6 |

#### Dublu: 3 (2–1)
| Rezultat   | An   | Turneu          | Suprafață | Partener            | Adversar                         | Scor          |
| ---------- | ---- | --------------- | --------- | ------------------- | -------------------------------- | ------------- |
| Câștigător | 2006 | US Open         | Dură      | Nathalie Dechy      | Dinara Safina Katarina Srebotnik | 7–6(7–5), 7–5 |
| Finalist   | 2010 | Wimbledon       | Iarbă     | Elena Vesnina       | Vania King Yaroslava Shvedova    | 6–7(6–8), 2–6 |
| Câștigător | 2012 | Australian Open | Dură      | Svetlana Kuznetsova | Sara Errani Roberta Vinci        | 5–7, 6–4, 6–3 |

#### Dublu Mixt: 2 (2–0)
| Rezultat   | An   | Turneu    | Suprafață | Partener  | Adversar                     | Scor     |
| ---------- | ---- | --------- | --------- | --------- | ---------------------------- | -------- |
| Câștigător | 2004 | US Open   | Dură      | Bob Bryan | Alicia Molik Todd Woodbridge | 6–3, 6–4 |
| Câștigător | 2006 | Wimbledon | Iarbă     | Andy Ram  | Venus Williams Bob Bryan     | 6–3, 6–2 |

## Performanțe la simplu
| Turneu                 | 1999 | 2000 | 2001 | 2002  | 2003  | 2004  | 2005  | 2006  | 2007  | 2008  | 2009  | 2010  | 2011  | 2012  | 2013 | 2014 | 2015 | V–Î     |         |
| ---------------------- | ---- | ---- | ---- | ----- | ----- | ----- | ----- | ----- | ----- | ----- | ----- | ----- | ----- | ----- | ---- | ---- | ---- | ------- | ------- |
| Turneu de Grand Slam   |      |      |      |       |       |       |       |       |       |       |       |       |       |       |      |      |      |         |         |
| Australian Open        | A    | A    | A    | A     | T1    | T4    | T2    | T1    | T4    | T1    | SF    | T4    | SF    | T3    | A    | T1   | T2   | 23–12   |         |
| French Open            | A    | A    | A    | T4    | 1/4F  | T3    | T3    | T1    | A     | T4    | A     | T2    | T4    | A     | A    | A    | A    | 18–8    |         |
| Wimbledon              | A    | A    | A    | T2    | T4    | T4    | T2    | T1    | A     | T2    | T3    | F     | T3    | T3    | A    | T3   | A    | 23–11   |         |
| US Open                | A    | A    | A    | T3    | T3    | T4    | A     | T3    | T3    | T2    | T4    | F     | 1/4F  | A     | A    | A    | A    | 25–9    |         |
| Turneul Campioanelor   |      |      |      |       |       |       |       |       |       |       |       |       |       |       |      |      |      |         |         |
| WTA Tour Championships | A    | A    | A    | A     | A     | RR    | A     | A     | A     | F     | RR    | SF    | SF    | A     | A    | A    | A    |         |         |
| Statistici Carieră     |      |      |      |       |       |       |       |       |       |       |       |       |       |       |      |      |      |         |         |
| Victorii-Înfrângeri    | 3–1  | 6–2  | 12–9 | 41–14 | 46–24 | 54–27 | 21–21 | 37–22 | 30–14 | 65–22 | 33–14 | 50–19 | 56–22 | 11–10 | 0–0  | 3–5  | 5-3  | 472–227 | 472–227 |
| Poziție sfârșit de an  | -    | 357  | 365  | 45    | 13    | 11    | 42    | 24    | 23    | 7     | 9     | 2     | 7     | 98    | -    | 251  | 182  |         |         |

## Legături externe
Materiale media legate de Vera Zvonareva la Wikimedia Commons
- en Vera Zvonariova la Olympedia.org